# Antoine Roney
Antoine Roney (* 1. April 1963 in Philadelphia) ist ein amerikanischer Saxophonist und Bassklarinettist des Modern Jazz.
Roney stammt aus einer musikalischen Familie. Sein Großvater Roosevelt Sherman spielte bei Frankie Fairfax; der Trompeter Wallace Roney ist sein älterer Bruder. Sein Vater unterrichtete ihn mit fünf Jahren im Schlagzeugspiel; als Jugendlicher wechselte er zur Klarinette und über das Alt- zum Tenorsaxophon. Nach einer Ausbildung an der Duke Ellington School of the Arts studierte er am Hart College bei Jackie McLean und spielte gelegentlich bei Clifford Jordan und Donald Byrd. 1991 wurde er Mitglied der Band seines Bruders, mit dem er auch international auf Tournee ging; zudem war er an vielen von dessen Aufnahmen beteiligt. Überdies gründete er eigene Gruppen. 2001 tourte er mit Al Foster durch Europa. Er wirkte auch an Aufnahmen von Jesse Davis, Cody Moffett, Cindy Blackman, Ricky Ford, Sarah Morrow und Michael Carvin mit. Weiter arbeitete er mit Ted Curson, John Patton, Ravi Coltrane, Geri Allen, Chick Corea und Elvin Jones.

## Diskographische Hinweise
- The Traveller (1992; mit W. Roney, James Spaulding, Jacky Terrasson, Dwayne Burno, Louis Hayes)
- Whirling (1995, Muse; mit Ronnie Matthews, Santi Debriano, Nasheet Watts)

## Lexigraphische Einträge
- Leonard Feather, Ira Gitler: The Biographical Encyclopedia of Jazz. Oxford University Press, New York 1999, ISBN 0-19-532000-X.
- Martin Kunzler: Jazz-Lexikon. Band 1: A–L (= rororo-Sachbuch. Bd. 16512). 2. Auflage. Rowohlt, Reinbek bei Hamburg 2004, ISBN 3-499-16512-0.